# Royal Fly-GH
Royal Fly-GH est une ancienne compagnie aérienne ghanéenne, basée à l'aéroport international de Kotoka d'Accra. Utilisant auparavant le nom Fly540 Ghana, elle a suspendu ses opérations en mai 2014. Elle prévoyait de reprendre les vols avant le premier trimestre de 2019 mais n'a pas redémarré ses opérations.

## Histoire
Royal Fly-GH a été fondée sous le nom de Fly540 Ghana, une filiale de Fly540, le 11 novembre 2008. Elle a commencé ses opérations en novembre 2011, desservant Accra, Tamale, Kumasi et Takoradi.
En juin 2012, Fly540 et ses filiales ont été acquises par Rubicon Diversified Investments, qui avait l'intention d'absorber les compagnies aériennes dans sa nouvelle entreprise Fastjet. Cependant, en mai 2014, Fastjet a décidé de suspendre les opérations de Fly540 Ghana, car il fallait faire la transition du modèle à service complet de la compagnie aérienne vers celui à bas prix de Fastjet. De plus, Fastjet a ensuite vendu la flotte de Fly540 Ghana, un ATR 72-500.
En juin 2015, Fastjet vend Fly540 Ghana à DWG-G Co Ltd pour seulement 1 dollar,,. Moins d'une semaine après la décision, l'Autorité de l'aviation civile du Ghana (GCAA) a annoncé que la compagnie aérienne serait rebaptisée Royal Fly-GH et reprendrait bientôt ses activités. La reprise du service devait avoir lieu en octobre 2015, puis on pensait qu'elle aurait été possible au troisième trimestre de 2016. Cependant, Citi Business News a rapporté en juin 2016 que la reprise pourrait être retardée car Royal Fly-GH n'avait pas encore terminé les processus d'autorisation supplémentaire de la GCAA.

## Destinations
Royal Fly-GH prévoyait de voler vers les mêmes destinations que Fly540 Ghana. Elle prévoyait également de s'ouvrir vers des destinations internationales[réf. nécessaire].

## Flotte
Royal Fly-GH n'a plus d'avion. Son seul avion, un ATR 72-500, a été vendu par Fastjet pendant la suspension.